# Georg Werthner
Georg Werthner, född 7 april 1956, är en friidrottare från Österrike. Han deltog vid olympiska sommarspelen 1976, olympiska sommarspelen 1980, olympiska sommarspelen 1984 och olympiska sommarspelen 1988.